# Prima Lega 1940-1941 (calcio)
La Prima Lega 1940-1941 è stata la 39ª edizione del campionato svizzero di calcio di Prima Lega (seconda divisione).
Le squadre partecipanti erano 24, suddivise in tre gironi di 8 squadre ciascuno. La squadra vincitrice è stata il Zurigo, promosso in Lega Nazionale 1941-1942, insieme al Cantonal Neuchâtel. Non ci sono state retrocessioni.

## Girone Est

### Squadre partecipanti
| Club                | Stagione | Città      | Stadio                        | Stagione precedente                          |
| ------------------- | -------- | ---------- | ----------------------------- | -------------------------------------------- |
| Blue Stars Zurigo   | dettagli | Zurigo     | Sportanlage Hardhof           | 4ª nel Quarto Girone di Prima Lega 1939-1940 |
| Bellinzona          | dettagli | Bellinzona | Stadio comunale di Bellinzona | 1ª nel Quinto Girone di Prima Lega 1939-1940 |
| Brühl               | dettagli | San Gallo  | Stadio                        | 1ª nel Quarto Girone di Prima Lega 1939-1940 |
| Chiasso             | dettagli | Chiasso    | Stadio Campo di via Comacini  | 2ª nel Quinto Girone di Prima Lega 1939-1940 |
| Locarno             | dettagli | Locarno    | Stadio del Lido               | 3ª nel Quinto Girone di Prima Lega 1939-1940 |
| SCI Juventus Zurigo | dettagli | Zurigo     | Stadio                        | 5ª nel Quarto Girone di Prima Lega 1939-1940 |
| Zugo                | dettagli | Zugo       | Stadion Herti Allmend         | 2ª nel Quarto Girone di Prima Lega 1939-1940 |
| Zurigo              | dettagli | Zurigo     | Stadio Letzigrund             | 3ª nel Quarto Girone di Prima Lega 1939-1940 |

### Classifica finale
|  | Pos. | Squadra             | Pt | G  | V  | N | P  | GF | GS | DR  |
|  | ---- | ------------------- | -- | -- | -- | - | -- | -- | -- | --- |
|  | 1.   | Zurigo              | 24 | 14 | 11 | 2 | 1  | 65 | 10 | +55 |
|  | 2.   | Bellinzona          | 21 | 14 | 9  | 3 | 2  | 37 | 18 | +19 |
|  | 3.   | Locarno             | 18 | 14 | 8  | 2 | 4  | 31 | 30 | +1  |
|  | 4.   | Brühl               | 16 | 14 | 7  | 2 | 5  | 34 | 14 | +20 |
|  | 5.   | Blue Stars Zurigo   | 16 | 14 | 7  | 2 | 5  | 31 | 19 | +12 |
|  | 6.   | Chiasso             | 11 | 14 | 5  | 1 | 8  | 16 | 37 | -21 |
|  | 7.   | Zugo                | 6  | 14 | 2  | 2 | 10 | 17 | 48 | -31 |
|  | 8.   | SCI Juventus Zurigo | 0  | 14 | 0  | 0 | 14 | 15 | 65 | -50 |

Legenda:

      Ammesso alla fase finale.
Note:

Due punti a vittoria, uno a pareggio, zero a sconfitta.

## Girone Centrale

### Squadre partecipanti
| Club              | Stagione | Città      | Stadio                | Stagione precedente                           |
| ----------------- | -------- | ---------- | --------------------- | --------------------------------------------- |
| Aarau             | dettagli | Aarau      | Stadion Brügglifeld   | 2ª nel Terzo Girone di Prima Lega 1939-1940   |
| Basilea           | dettagli | Basilea    | Stadio St. Jakob-Park | 1ª nel Terzo Girone di Prima Lega 1939-1940   |
| Berna             | dettagli | Berna      | Stadio Neufeld        | 2ª nel Secondo Girone di Prima Lega 1939-1940 |
| Bienne-Boujean    | dettagli | Bienne     | Stadio                | 4ª nel Secondo Girone di Prima Lega 1939-1940 |
| Birsfelden        | dettagli | Birsfelden | Stadio St. Jakob-Park | 5ª nel Terzo Girone di Prima Lega 1939-1940   |
| Concordia Basilea | dettagli | Basilea    | Stadio Rankhof        | 3ª nel Terzo Girone di Prima Lega 1939-1940   |
| Friburgo          | dettagli | Friborgo   | Stadio Saint-Léonard  | 1ª nel Secondo Girone di Prima Lega 1939-1940 |
| Soletta           | dettagli | Soletta    | Stadion FC Solothurn  | 4ª nel Terzo Girone di Prima Lega 1939-1940   |

### Classifica finale
|  | Pos. | Squadra           | Pt | G  | V  | N | P  | GF | GS | DR  |
|  | ---- | ----------------- | -- | -- | -- | - | -- | -- | -- | --- |
|  | 1.   | Basilea           | 24 | 14 | 11 | 2 | 1  | 44 | 19 | +25 |
|  | 2.   | Aarau             | 23 | 14 | 11 | 1 | 2  | 37 | 10 | +27 |
|  | 3.   | Berna             | 19 | 14 | 8  | 3 | 3  | 34 | 24 | +10 |
|  | 4.   | Soletta           | 12 | 14 | 5  | 2 | 7  | 35 | 30 | +5  |
|  | 5.   | Birsfelden        | 11 | 14 | 4  | 3 | 7  | 17 | 27 | -10 |
|  | 6.   | Concordia Basilea | 9  | 14 | 3  | 3 | 8  | 23 | 40 | -17 |
|  | 7.   | Friburgo          | 7  | 14 | 3  | 1 | 10 | 20 | 35 | -15 |
|  | 8.   | Bienne-Boujean    | 7  | 14 | 2  | 3 | 9  | 18 | 43 | -25 |

Legenda:

      Ammesso alla fase finale.
Note:

Due punti a vittoria, uno a pareggio, zero a sconfitta.

## Girone Ovest

### Squadre partecipanti
| Club               | Stagione | Città             | Stadio                    | Stagione precedente                           |
| ------------------ | -------- | ----------------- | ------------------------- | --------------------------------------------- |
| Cantonal Neuchâtel | dettagli | Neuchâtel         | Stadio                    | 3ª nel Secondo Girone di Prima Lega 1939-1940 |
| Étoile-Sporting    | dettagli | La Chaux-de-Fonds | Stade Les Foulets         | 5ª nel Secondo Girone di Prima Lega 1939-1940 |
| Dopolavoro Ginevra | dettagli | Ginevra           | Stade de Malagnou         | 3ª nel Primo Girone di Prima Lega 1939-1940   |
| Forward            | dettagli | Morges            | Parc des Sports de Morges | 5ª nel Primo Girone di Prima Lega 1939-1940   |
| Monthey            | dettagli | Monthey           | Stadio                    | 4ª nel Primo Girone di Prima Lega 1939-1940   |
| Montreux-Sports    | dettagli | Montreux          | Stade De Chally           | 6ª nel Primo Girone di Prima Lega 1939-1940   |
| Urania Ginevra     | dettagli | Ginevra           | Stade Frontenex           | 2ª nel Primo Girone di Prima Lega 1939-1940   |
| Vevey              | dettagli | Vevey             | Stade De Copet            | 1ª nel Primo Girone di Prima Lega 1939-1940   |

### Classifica finale
|  | Pos. | Squadra            | Pt | G  | V  | N | P  | GF | GS | DR  |
|  | ---- | ------------------ | -- | -- | -- | - | -- | -- | -- | --- |
|  | 1.   | Cantonal Neuchâtel | 25 | 14 | 12 | 1 | 1  | 44 | 19 | +25 |
|  | 2.   | Étoile-Sporting    | 21 | 14 | 9  | 3 | 2  | 47 | 29 | +18 |
|  | 3.   | Urania Ginevra     | 20 | 14 | 9  | 2 | 3  | 31 | 21 | +10 |
|  | 4.   | Vevey              | 15 | 14 | 7  | 1 | 6  | 36 | 28 | +8  |
|  | 5.   | Monthey            | 10 | 14 | 3  | 4 | 7  | 19 | 37 | -18 |
|  | 6.   | Dopolavoro Ginevra | 9  | 14 | 3  | 3 | 8  | 19 | 24 | -5  |
|  | 7.   | Forward Morges     | 8  | 14 | 2  | 4 | 8  | 14 | 31 | -17 |
|  | 8.   | Montreux-Sports    | 4  | 14 | 1  | 2 | 11 | 14 | 47 | -33 |

Legenda:

      Ammesso alla fase finale.
Note:

Due punti a vittoria, uno a pareggio, zero a sconfitta.

## Fase Finale
|                    |     |                    | Città e data             |
| ------------------ | --- | ------------------ | ------------------------ |
| Basilea            | 1-1 | Zurigo             | Basilea, ? giugno 1941   |
| Cantonal Neuchâtel | 2-1 | Basilea            | Neuchâtel, ? giugno 1941 |
| Zurigo             | 6-1 | Cantonal Neuchâtel | Zurigo, ? giugno 1941    |

## Verdetti finali
- FC Zurigo è campione di Prima Lega.
- FC Zurigo e Cantonal di Neuchatel Promossi in Lega Nazionale 1941-1942.
- Nessuna retrocessione.